# Wielkoszczurnik
Wielkoszczurnik (Canariomys) – wymarły rodzaj ssaka z podrodziny myszy (Murinae) w obrębie rodziny myszowatych (Muridae).

## Zasięg występowania
Rodzaj obejmował gatunki występujące na Wyspach Kanaryjskich.

## Systematyka

### Etymologia
Canariomys: Wyspy Kanaryjskie (hiszp. Canarias); μυς mys, μυός myos – mysz.

### Podział systematyczny
Do rodzaju należały następujące gatunki:
- Canariomys bravoi – wielkoszczurnik teneryfski
- Canariomys tamarani – wielkoszczurnik kanaryjski